# Natividad Llanquileo
Natividad del Carmen Llanquileo Pilquimán (Esteban Yevilao, Tirúa, Chile, 14 de julio de 1984) es una abogada y política chilena de origen mapuche. Desde julio de 2021 hasta julio de 2022 se desempeñó como miembro de la Convención Constitucional en representación del pueblo mapuche (Macrozona 2: regiones de Ñuble, del Biobío y La Araucanía).
En 2010 ocupó el rol de vocera durante unas huelgas de hambre de comuneros mapuches. Dicha manifestación, realizada por 35 comuneros detenidos en penales de la zona sur, buscaba principalmente la no aplicación y derogación de la Ley Antiterrorista, además entre los comuneros detenidos, se encontraban dos de sus hermanos.

## Familia y estudios
Nació el 14 de julio de 1984 en la comunidad Esteban Yevilao de Puerto Choque, en la comuna de Tirúa, región del Biobío en Chile. Es hija de Juan Luis Llanquileo Yevilao y de Emilia del Carmen Pilquimán Mariñán. Realizó sus estudios secundarios en el Liceo Politécnico Caupolicán, de la comuna de Los Álamos, egresando en 2002.
Abandonó el campo y su comunidad para continuar los superiores, en la carrera de derecho en Santiago, graduándose como abogada en la Universidad Bolivariana de Chile. Posteriormente cursó un diplomado en derechos humanos, políticas públicas e interculturalidad en la Universidad de La Frontera. Profesionalmente, se ha desempeñado como abogada defensora de distintos detenidos mapuches y en otros casos emblemáticos.
En 2018 asumió como presidenta del Centro de Investigación y Defensa Sur y actualmente es directora de Relación con el medio nacional e internacional de la misma institución.
Desde julio de 2022 está contratada a honorarios municipal en la Municipalidad de San Antonio.

## Trayectoria política

### Convención Constitucional
En enero de 2021 reunió las firmas requeridas para presentarse como candidata por la región del Biobío a las elecciones del 15 y 16 de mayo de ese año como representante del pueblo mapuche en los diecisiete escaños reservados para pueblos originarios, de los cuales siete fueron para mapuches. Obtuvo 13.124 votos correspondientes a un 6,02% del total de sufragios válidamente emitidos, convirtiéndose en la segunda candidata con más votos entre los pueblos originarios, detrás de Francisca Linconao con el 7,15% de los votos, siendo elegida como una de las 7 representantes mapuches en la Convención Constitucional. En el proceso de discusión de los Reglamentos de la Convención participó en la Comisión de Reglamento. Posteriormente, se incorporó a la Comisión Temática de Sistema de Justicia, Órganos Autónomos de Control y Reforma Constitucional; y a la Comisión de Derechos de los Pueblos Indígenas y Plurinacionalidad.
El 6 de enero de 2022 asumió como vicepresidenta adjunta de la Convención, junto a Bárbara Sepúlveda, Lidia González, Tomás Laibe y Amaya Alvez.